# Karl Leinbach
Karl Leinbach (* 9. November 1919 in Gladenbach; † 15. Juni 2005 in Bad Endbach) war ein hessischer Politiker (SPD) und Abgeordneter des Hessischen Landtags.

## Ausbildung und Beruf
Karl Leinbach arbeitete nach der Volksschule im Postdienst. Im Zweiten Weltkrieg diente er als Soldat, wurde schwer verwundet und verbrachte zwei Jahre in Kriegsgefangenschaft.
Nach dem Krieg arbeitete er wieder bei der Post und wurde freigestellter Betriebsrat und Mitglied der Postgewerkschaft.
Karl Leinbach war verheiratet und hat drei Kinder.

## Politik
Karl Leinbach war seit 1946 Mitglied der SPD. Seit 1966 war er Kreisvorsitzender seiner Partei. Kommunalpolitisch war er seit 1952 als Stadtverordneter in Gladenbach tätig. Zwischen 1968 und 1972 und wieder ab 1985 war er Stadtverordnetenvorsteher. Seit 1956 war Leinbach Mitglied des Kreistags des Kreises Biedenkopf und führte dort die SPD-Fraktion. Von 1968 bis 1974 war er erster Kreisbeigeordneter. Mit der Bildung des Landkreises Marburg-Biedenkopf wurde er dort Kreistagsabgeordneter.
Vom 1. Februar 1971 bis zum 17. Februar 1987 war er Abgeordneter im hessischen Landtag. 1983 amtierte er als Alterspräsident.
Er war 1974, 1979 und 1984 Mitglied der Bundesversammlung.